# Centro de procesamiento de datos

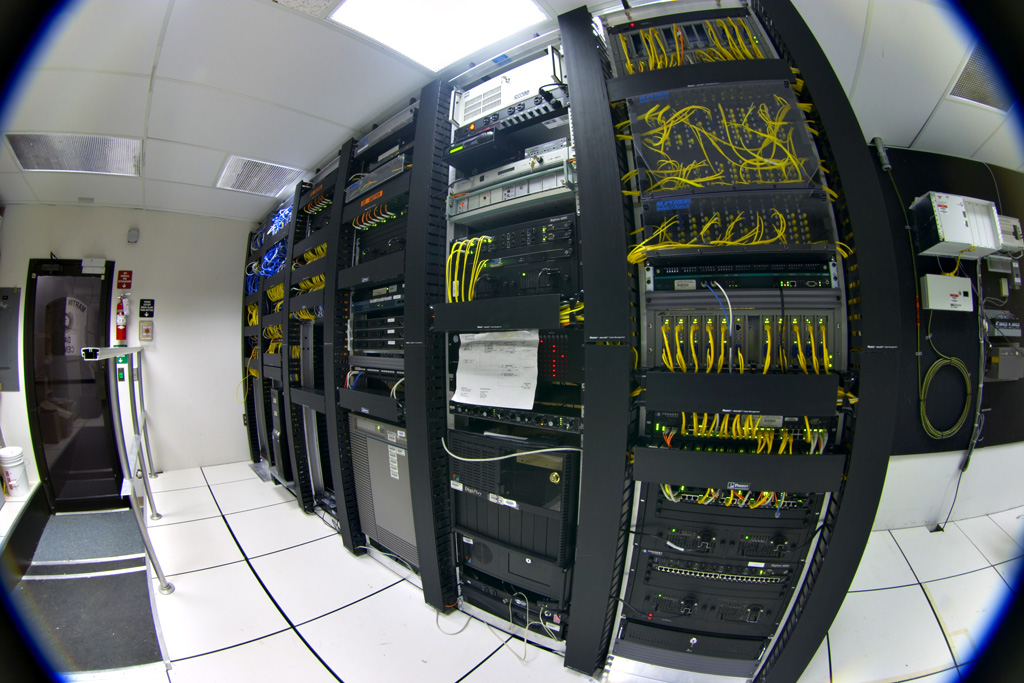
Equipamiento de comunicaciones en un CPD.

Se denomina centro de procesamiento de datos (CPD) (en inglés: data center o data centre) al edificio o sala de gran tamaño usada para mantener en él una gran cantidad de equipamiento informático y electrónico. Suelen ser creados y mantenidos por grandes organizaciones con objeto de tener acceso a la información necesaria para sus operaciones o bien como espacio de venta o alquiler. Por ejemplo, un banco puede tener un centro de procesamiento de datos con el propósito de almacenar todos los datos de sus clientes y las operaciones que estos realizan sobre sus cuentas. Prácticamente todas las compañías que son medianas o grandes tienen algún tipo de CPD, mientras que las más grandes llegan a tener varios.
También se conoce como centro de cómputo en Hispanoamérica, y en España como centro de cálculo, centro de computación,  centro de proceso de datos o centro de informática.
Dichos recursos consisten esencialmente en unas dependencias debidamente acondicionadas, computadoras y redes de comunicaciones.

## Ubicación
Un CPD es un edificio o sala de gran tamaño usada para mantener en él una gran cantidad de equipamiento informático y electrónico. Suelen ser creados y mantenidos por grandes organizaciones con objeto de tener acceso a la información necesaria para sus operaciones o bien como espacio de venta o alquiler. Por ejemplo, un banco puede tener un centro de procesamiento de datos con el propósito de almacenar todos los datos de sus clientes y las operaciones que estos realizan sobre sus cuentas. Prácticamente todas las compañías que son medianas o grandes tienen algún tipo de CPD, mientras que las más grandes llegan a tener varios.

## Niveles ytiersde los centros de datos
Las dos organizaciones estadounidenses que publican normas sobre centros de datos son la Telecommunications Industry Association (TIA) y el Uptime Institute.

### Normas internacionales EN50600 e ISO22237 Tecnología de la información - Instalaciones e infraestructuras de centros de datos
- Clase 1: Solución de ruta única
- Clase 2: solución de ruta única con redundancia
- Clase 3: múltiples rutas que ofrecen una solución de reparación/operación simultánea
- Clase 4: múltiples rutas que proporcionan una solución tolerante a fallos (excepto durante el mantenimiento)

### Telecommunications Industry Association
La norma TIA-942 de la Telecommunications Industry Association para centros de datos, publicada en 2005 y actualizada cuatro veces desde entonces, definió cuatro niveles de infraestructura.
- Rated-1 - básicamente una sala de servidores, siguiendo las directrices básicas.
- Rated-2 - Componente redundante, los componentes clave son redundantes
- Rated-3 - Mantenibilidad concurrente, capaz de manejar el mantenimiento en cualquier parte de la ruta de distribución o cualquier pieza individual de equipo sin causar una interrupción en las operaciones del centro de datos.
- Calificación 4: tolerante a fallos, capaz de gestionar un único fallo a la vez en cualquier parte de la ruta de distribución o en cualquier equipo sin interrumpir las operaciones del centro de datos.

### Uptime Institute - Estándar de clasificación por niveles de los centros de datos
El estándar del Uptime Institute define cuatro niveles:
- Tier I: CAPACIDAD BÁSICA y debe incluir un SAI (fuente de alimentación ininterrumpida).
- Tier II: CAPACIDAD REDUNDANTE y añade alimentación y refrigeración redundantes.
- Tier III: MANTENIBILIDAD CONCURRENTE, que garantiza que cualquier componente pueda ponerse fuera de servicio sin afectar a la producción.
- Tier IV: TOLERANTE A FALLOS, que permite aislar cualquier capacidad de producción de cualquier tipo de fallo.

Un quinto nivel ha sido editado por la empresa Switch, que ha utilizado este nivel para definir La Ciudadela, el mayor centro de datos del mundo.

## Planificación

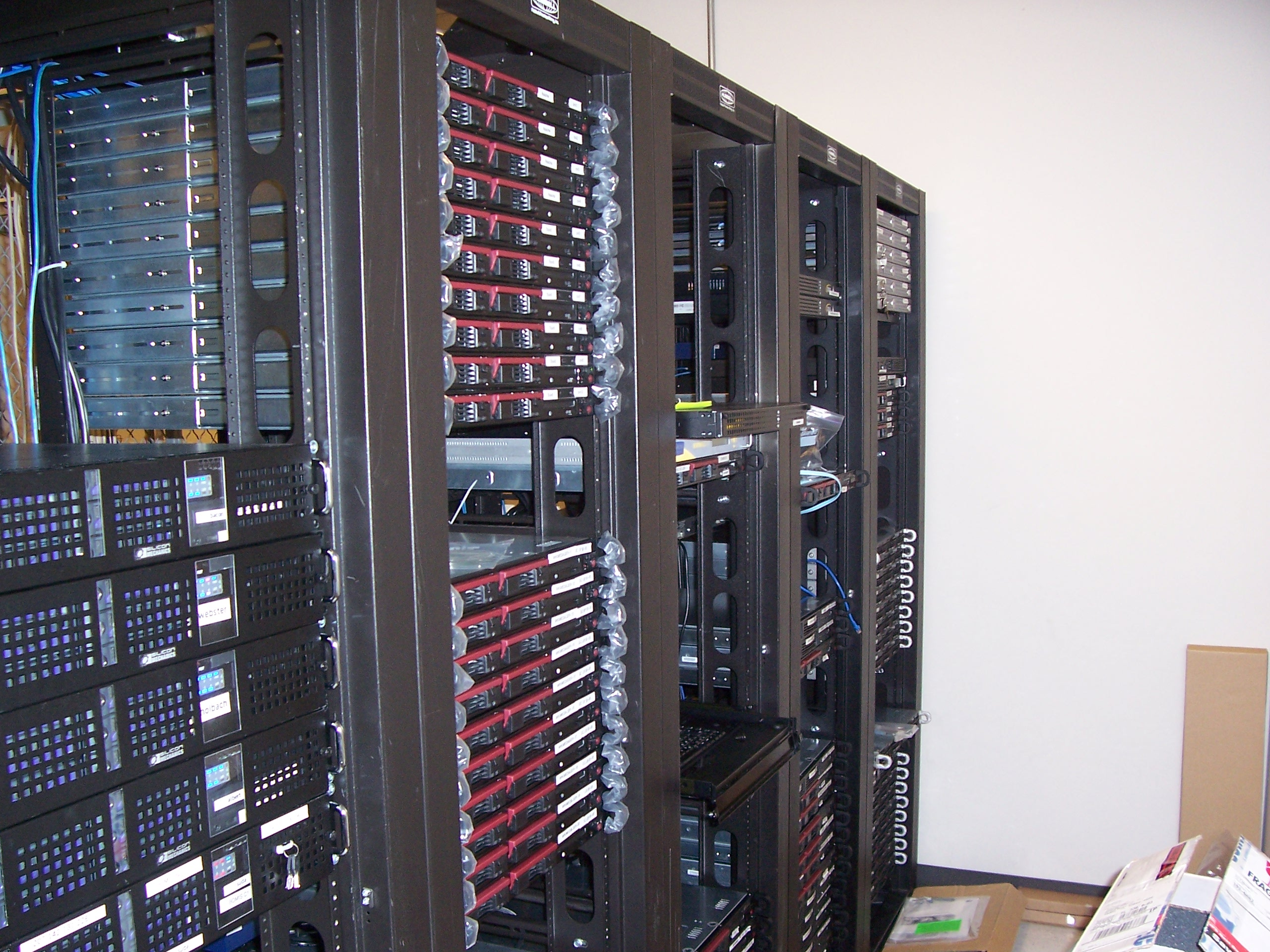
Servidores de Wikipedia.

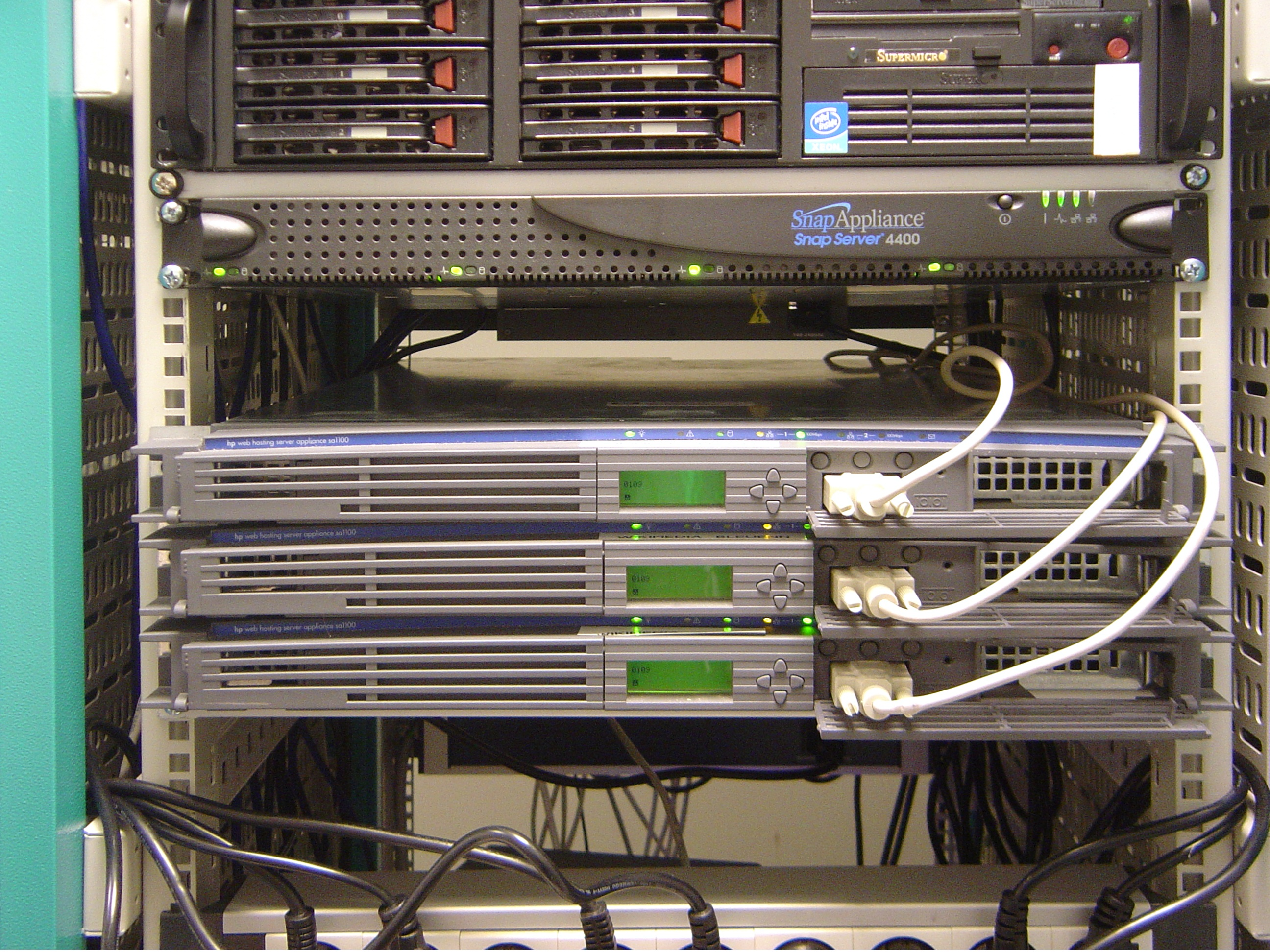
Servidores enrackados.

La planificación de un centro de procesamiento de datos (CPD) es un proceso crítico que asegura su funcionamiento eficiente y seguro. Abarca diversas etapas que deben considerarse para garantizar una planificación efectiva. Estas etapas incluyen:

### Diseño y selección de ubicación geográfica
- Se define la estructura y las características físicas del CPD en la fase inicial de diseño.
- La ubicación geográfica se selecciona cuidadosamente y requiere un equilibrio entre diversos factores:
  - Coste económico: coste del terreno, impuestos municipales, seguros, etc.
  - Infraestructuras disponibles en las cercanías: energía eléctrica, carreteras, acometidas de electricidad, centralitas de telecomunicaciones, bomberos, etc.
  - Riesgo: posibilidad de inundaciones, incendios, robos, terremotos, etc.
- Riesgo a un posible golpe por meteorito (caso extremo)

### Selección de dependencias adecuadas
Una vez seleccionada la ubicación geográfica es necesario encontrar unas dependencias adecuadas para su finalidad, ya se trate de un local de nueva construcción u otro ya existente a comprar o alquilar. Se buscan las instalaciones que cumplan con requisitos específicos, como:
- Doble acometida eléctrica.
- Muelle de carga y descarga.
- Montacargas y puertas anchas.
- Altura suficiente de las plantas.
- Medidas de seguridad en caso de incendio o inundación: drenajes, extintores, vías de evacuación, puertas ignífugas, etc.
- Aire acondicionado, teniendo en cuenta que se usará para la refrigeración de equipamiento informático.
- Almacenes.
- Orientación respecto al sol (si da al exterior).
- Etc.

### Acondicionamiento de infraestructuras internas
Incluso cuando se disponga del local adecuado, siempre es necesario algún despliegue de infraestructuras en su interior:
- Falsos suelos y falsos techos.
- Cableado de red y teléfono.
- Doble cableado eléctrico.
- Generadores y cuadros de distribución eléctrica.
- Acondicionamiento de salas.
- Instalación de alarmas, control de temperatura y humedad con avisos SNMP o SMTP.
- Facilidad de acceso (pues hay que meter en él aires acondicionados pesados, muebles de servidores grandes, etc).
- Etc.

### Sala fría

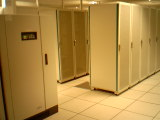
Pecera de un CPD.

Generalmente, todos los grandes servidores se suelen concentrar en una sala denominada «sala fría», «nevera», «pecera» o «site». Esta sala requiere un sistema específico de refrigeración para mantener una temperatura baja (entre 21 y 23 grados Celsius), necesaria para evitar averías en las computadoras a causa del sobrecalentamiento.
La pecera suele contar con medidas estrictas de seguridad en el acceso físico, así como medidas de extinción de incendios adecuadas al material eléctrico, tales como extinción por agua nebulizada o bien por gas INERGEN, dióxido de carbono o nitrógeno, aunque una solución en auge actualmente es usar sistemas de extinción por medio de agentes gaseosos, como por ejemplo Novec 1230.

### Seguridad física
Una parte especialmente importante de estas infraestructuras son aquellas destinadas a la seguridad física de la instalación, para proteger el CPD de intrusiones no autorizadas, lo que incluye:
- Cerraduras electromagnéticas.
- Torniquetes.
- Cámaras de seguridad.
- Detectores de movimiento.
- Tarjetas de identificación.
- etc.

### Diseño lógico de redes y entornos
Una vez acondicionado el habitáculo se procede a la instalación de las computadoras, las redes de área local, etc. Esta tarea requiere un diseño lógico de redes y entornos, sobre todo en áreas a la seguridad. Algunas actuaciones son:
- Creación de zonas desmilitarizadas (DMZ).
- Segmentación de redes locales y creación de redes virtuales (VLAN).
- Despliegue y configuración de la electrónica de red: pasarelas, enrutadores, conmutadores, etc.
- Creación de los entornos de explotación, pre-explotación, desarrollo de aplicaciones y gestión en red.
- Creación de la red de almacenamiento.
- Instalación y configuración de los servidores y periféricos.
- Etc.

### Identificación de vulnerabilidades y riesgos
Se identifican y comprenden las vulnerabilidades y riesgos asociados al CPD, como fallas de hardware, amenazas físicas y ataques cibernéticos. Se implementan medidas de protección adecuadas, como respaldo y recuperación de datos, sistemas de alimentación ininterrumpida (SAI) y control de acceso físico.

### Dimensionamiento de equipos y virtualización de recursos
- Se realiza un dimensionamiento adecuado de los equipos, considerando la capacidad de almacenamiento, la potencia de procesamiento y la conectividad de red para garantizar un rendimiento óptimo y una escalabilidad adecuada.
- Se aprovecha la virtualización para maximizar la utilización de los recursos del CPD, creando múltiples máquinas virtuales en un solo servidor físico. Esto permite una consolidación de servidores, mayor flexibilidad, escalabilidad y alta disponibilidad.

## Consumo
El consumo de un CPD es elevado, por ello se están desarrollando iniciativas para controlar su consumo, como la EU Code of Conduct for Data Centres o uso de recursos naturales limpios para refrigerar.
Gigantes del sector tecnológico como Facebook y Apple están mirando hacia los países más fríos de Europa para mantener a baja temperatura sus servidores. Por ejemplo, Apple trabaja con el gobierno danés en un proyecto que utilizará en 100 % energía renovable durante su funcionamiento. No obstante, no es la única empresa que ha apostado por este tipo de consumo de energía sostenible para los centros de datos. El mayor centro de datos de IONOS en EE. UU, por ejemplo, funciona con energía eólica.